# Jean-Claude Biver
Jean-Claude Biver (Lussemburgo, 20 settembre 1949) è un dirigente d'azienda lussemburghese, ex amministratore delegato di Blancpain, ex amministratore delegato di TAG Heuer e membro del consiglio di amministrazione  e azionista di minoranza di Hublot, azienda svizzera produttrice di orologi. Biver ha riscosso successo in Hublot, così come lo aveva avuto in precedenza ringiovanendo i marchi Blancpain e Omega, ambedue attualmente di proprietà di Swatch Group. Biver è anche noto per il suo esclusivo formaggio svizzero. A Biver e alla sua leadership nell'industria orologiera svizzera viene attribuito il merito di "aver salvato da solo [sic] ...  [il settore] dal movimento al quarzo. Nel 1980, anche i brand orologieri svizzeri più prestigiosi avevano nelle loro collezioni "una percentuale di circa il 70% di movimenti al quarzo" da allora, l'industria orologiera svizzera ha segnato una "notevole ripresa", con esportazioni nel 2010 stimate per un valore di 16,2 miliardi di franchi svizzeri.

## Biografia
Biver nasce il 20 settembre 1949 in Lussemburgo, e all'età di 10 anni si trasferisce con la famiglia in Svizzera, dove frequenta la scuola di Saint Prex. Frequenta successivamente il Collège de Morges e si laurea in economia alla HEC Lausanne (nota anche come Facoltà di Economia e Commercio dell'Università di Losanna). Dopo la laurea, trascorre qualche tempo nella Vallée de Joux, dove apprende la cultura orologiera e incontra Jacques Piguet, che dirige la fabbrica di ingranaggi Frederic Piguet. Grazie al padre di Jacques, incontra Georges Golay, presidente e amministratore delegato di Audemars Piguet (AP) e si vede offrire un anno di formazione presso Audemars Piguet, dopo di che si concentra su vendite e marketing per l'Europa. In un anno di lavoro per AP,  impara l'arte orologiera, ma se ne va dopo un anno pensando di poter far meglio altrove. Lascia AP per diventare Product Manager di Omega, importante brand internazionale. Dopo un anno lascia Omega per tornare alla manifattura orologiera della Valle di Joux.

## Industria orologiera

### Audemars Piguet e Omega
Dopo aver intrapreso una carriera da casaro, fa la conoscenza del presidente di Audemars Piguet Georges Golay, che gli offre lavoro nel settore delle vendite una volta rimasto colpito dalla sua intraprendenza e dalla sua mentalità commerciale. Dopo aver trascorso gli anni tra il 1975 e il 1979, viene invitato da Fritz Ammann, vice presidente del marketing di Omega, ad approdare in quest'ultima azienda, nella quale tuttavia rimane per poco tempo in quanto Omega (e la holding SSIH di cui faceva parte) stavano vivendo una difficile situazione economica che le avrebbe viste unirsi con un'altra holding, ASUAG, dalla cui unione sarebbe nata SMH (poi Swatch Group). Durante la pur breve esperienza in Omega, Jean-Claude Biver capì come l'orologeria poteva essere salvata ragionando in controtendenza rispetto al mercato, aumentando l'attenzione e il desiderio verso un marchio, proponendolo alla clientela come esclusivo, e non piegandosi alle regole del mercato generalista che adottava movimenti al quarzo, che non si conciliavano con la secolare tradizione dell'orologeria elvetica meccanica.

### Blancpain
Dopo il suo ritorno nella Valle di Joux nel 1981, nel 1982 Biver e Jacques Piguet (proprietario di Frédéric Piguet, azienda produttrice di movimenti nata nel 1858) acquistano i diritti di Blancpain, un nome rimasto dormiente dagli anni Settanta e di proprietà di SSIH (gruppo Omega/Tissot), del quale Biver era a conoscenza anche grazie al suo breve trascorso in Omega. Blancpain aveva una lunga storia, ma era diventata obsoleta dopo lo sviluppo degli orologi al quarzo in quanto non aveva tenuto il passo con la nuova tecnologia. Utilizzando questo fatto come un punto di forza, Biver e Piguet ricostruiscono il brand intorno al motto "Dal 1735 non c'è mai stato un orologio Blancpain al quarzo. E mai ci sarà". Memore dell'esperienza in Omega, Biver fa crescere Blancpain la quale diventa rapidamente uno dei marchi di orologi tradizionali più rispettato, grazie alla strategia di marketing del manager lussemburghese, e grazie alla realizzazione di capolavori (come i "six masterpeices" degli anni Ottanta, seguiti dal 1735 Grande Complication dei primi Novanta) e raggiunge un fatturato di 50 milioni di franchi svizzeri. Nel 1992, Jacques Piguet, privo di eredi, decide di vendere la Maison alla holding SMH (noto oggi come Swatch Group e che accorpava a sua volta SSIH e ASUAG) per 60 milioni di franchi svizzeri (43 milioni di dollari USA), dopo averlo acquistato per 22.000 franchi. Nonostante il passaggio di proprietà, Biver rimane alla guida di Blancpain fino al 2002, oltre ad entrare nel CDA di Swatch Group.

### Omega
Dopo la vendita di Blancpain, Biver entra nel consiglio di amministrazione dello Swatch Group, fortemente voluto dall'uomo di punta della holding, Nicolas Hayek. Quest'ultimo, positivamente impressionato dalle capacità manageriali e di marketing di Biver, lo incarica di provvedere al rilancio del marchio Omega, che aveva avuto un periodo tribolato durante gli anni Ottanta, senza però lasciare la guida di Blancpain. Fu così che Biver assume in Omega il ruolo di direttore del marketing. La sua mano si fa sentire soprattutto nelle aree prodotto e marketing, dove utilizza tecniche quali il product placement (in particolare nei film di James Bond, per cui nascono Seamaster ad hoc, la cui partnership sopravvive ancora oggi) e la sponsorizzazione mediante testimonial famosi (tra i quali Cindy Crawford, Pierce Brosnan e Michael Schumacher, per il quale viene realizzato un'apposita versione dello Speedmaster). A fine anni Novanta, Omega aveva triplicato i suoi ricavi, tornando a poter lottare concretamente con la concorrente Rolex.
Biver lascia Omega nel 2003, dopo aver guidato la ripresa della società. Nei dieci anni di Biver in Omega, il fatturato è quasi triplicato.

### Hublot
Biver dopo essere uscito brevemente dal mondo dell'orologeria nel 2004, entra nel consiglio di amministrazione di Hublot. Biver conosceva già il proprietario di Hublot, Carlo Crocco, in quanto era distributore per l'Italia del marchio Blancpain.
In Hublot si dedica alla "fusione fra di tradizione e futuro." Si deve a Biver la nascita del Big Bang, un cronografo che farà le fortune dell'azienda.
Hublot viene poi acquistato da LVMH nel 2008, a seguito di un aumento delle vendite di cinque volte dal 2004 al 2007. Nel 2004 le vendite arrivarono a toccare i 24 milioni di franchi e a fine 2006 si sfiorarono i 100 milioni di franchi svizzeri. Hublot resiste anche alla recessione del 2007-2008, con le vendite in calo del 15% fino a novembre 2009 rispetto al 30% dell'intero comparto orologiaio di lusso svizzero. Biver ha mantenuto esclusività del brand attraverso metodi come la limitazione dell'offerta, affermando che "la gente vuole esclusività, così si deve sempre mantenere il cliente affamato e frustrato."
Nel 2014 Biver viene nominato Head of Watchmaking di LVMH, mantenendo l'incarico fino al 2018, quando fuoriesce dalla holding.

### TAG Heuer
Con l'ingresso di Hublot in LVMH, Biver entra nell'orbita di questa holding e nel dicembre 2014 viene nominato amministratore delegato di TAG Heuer. La cooperazione trentennale della società con la McLaren si è conclusa alla fine del 2015, dopo che Biver ha avuto un diverbio con il proprietario della McLaren Ron Dennis. TAG Heuer successivamente si è unita a Red Bull Racing.

### Zenith
Da uomo chiave in LVMH, Biver decide di assumere personalmente la guida ad interim di Zenith, maison che nel 2016 stava faticando a mantenere uno status nel mondo dell'orologeria a causa dello scarso numero di vendite (nel 2016 solo circa 20.000 pezzi venduti). Il manager lussemburghese, CEO contemporaneamente di Hublot, TAG Heuer e Zenith, decide di razionalizzare i modelli prodotti da quest'ultima, e di posizionarla in una fascia intermedia fra Hublot (più in alto, anche per quanto concerne la fascia di clientela), e TAG Heuer (al di sotto).

### Biver
Nel 2018 Biver si dimette dai quadri dirigenti di LVMH per intraprendere una nuova avventura. Dopo una lunga esperienza nelle suddette aziende, Jean-Claude Biver e il figlio Pierre fondano il marchio Biver nel 2023, con l'obiettivo di proporre la propria personale versione di alta orologeria tradizionale. Il primo modello proposto è un ripetizione minuti carillon tourbillon con quadrante in pietra dura, seguito da un solotempo di alto livello. Gli orologi proposti vengono realizzati in grande qualità di finiture e movimenti, in pochi pezzi e a prezzi non accessibili, tanto che il marchio si posiziona immediatamente tra i più ricercati per quanto riguarda le maison indipendenti.

## Formaggio
Ogni anno, Jean-Claude Biver produce circa cinque tonnellate di formaggio nella sua fattoria nelle Alpi Svizzere. Biver produce formaggio per solo poche settimane ogni estate durante le quali i prati alpini fioriscono, conferendo "un sapore fiorito al latte e quindi al formaggio." Data l'esclusività del formaggio, Biver rifiuta il pagamento, offrendolo solo ad amici e familiari e a particolari ristoranti di sua scelta. Jean-Claude Biver ha affermato che rifiutando il pagamento può avere il controllo totale della distribuzione del formaggio: "Sarò padrone del mio formaggio fino all'ultimo pezzo."